# Puchar Niemiec w piłce nożnej (1962/1963)
Puchar Niemiec w piłce nożnej mężczyzn 1962/1963 – 20. edycja rozgrywek mających na celu wyłonienie zdobywcy Pucharu Niemiec, który uzyskał tym samym prawo gry w kwalifikacjach Pucharu Zdobywców Pucharów (1963/1964). Tym razem trofeum wywalczył Hamburger SV. Finał został rozegrany na Niedersachsenstadion w Hanowerze.

## Plan rozgrywek
Rozgrywki szczebla centralnego składały się z 4 części:
- Runda 1: 1-8 czerwca 1963
- Ćwierćfinał: 31 lipca 1963
- Półfinał: 8 sierpnia 1963
- Finał: 14 sierpnia 1963 roku na Niedersachsenstadion w Hanowerze

## Pierwsza runda
Mecze rozegrano od 1 do 8 czerwca 1963 roku.
| Drużyna 1          | Wynik      | Drużyna 2                   |
| ------------------ | ---------- | --------------------------- |
| Borussia Dortmund  | 4:2        | Sportfreunde 05 Saarbrücken |
| TSV 1860 Monachium | 3:2        | FC Schalke 04               |
| Bayern Hof         | 2:5        | Hamburger SV                |
| 1. FC Saarbrücken  | 3:0        | VfL Wolfsburg               |
| Hessen Kassel      | 2:2 (dog.) | Wuppertaler SV              |
| 1. FC Nürnberg     | 1:2        | Borussia Neunkirchen        |
| Werder Brema       | 4:3        | VfB Lohberg                 |
| Concordia Hamburg  | 1:3        | Tasmania 1900 Berlin        |

### Mecze przełożone
| Drużyna 1      | Wynik | Drużyna 2     |
| -------------- | ----- | ------------- |
| Wuppertaler SV | 3:0   | Hessen Kassel |

## Ćwierćfinały
Mecze rozegrano 31 lipca 1963 roku.
| Drużyna 1         | Wynik | Drużyna 2            |
| ----------------- | ----- | -------------------- |
| Borussia Dortmund | 3:1   | TSV 1860 Monachium   |
| Hamburger SV      | 1:0   | 1. FC Saarbrücken    |
| Wuppertaler SV    | 1:0   | Borussia Neunkirchen |
| Werder Brema      | 1:0   | Tasmania 1900 Berlin |

## Półfinały
Mecze rozegrano 8 sierpnia 1963 roku.
| Drużyna 1         | Wynik | Drużyna 2    |
| ----------------- | ----- | ------------ |
| Borussia Dortmund | 2:0   | Werder Brema |
| Wuppertaler SV    | 0:1   | Hamburger SV |

## Finał
| 14 sierpnia 1963 17:30 CEST | Borussia Dortmund | 0:30:2Raport | Hamburger SV · 31', 33', 84' Seeler | Niedersachsenstadion, Hanower Widzów: 68 000 Sędzia: Rudolf Kreitlein (Stuttgart) |
|                             |                   |              |                                     |                                                                                   |

| BORUSSIA DORTMUND: |   |                     |
|                    |   |                     |
| BR                 | 1 | Bernhard Wessel     |
| OB                 |   | Wilhelm Burgsmüller |
| OB                 |   | Lothar Geisler      |
| PO                 |   | Dieter Kurrat       |
| PO                 |   | Wilhelm Sturm       |
| PO                 |   | Helmut Bracht       |
| PO                 |   | Aki Schmidt         |
| NA                 |   | Reinhold Wosab      |
| NA                 |   | Franz Brungs        |
| NA                 |   | Burghard Rylewicz   |
| NA                 |   | Gerhard Cyliax      |
| Trener:            |   |                     |
| Hermann Eppenhoff  |   |                     |

| HAMBURGER SV: |   |                    |
|               |   |                    |
| BR            | 1 | Horst Schnorr      |
| OB            |   | Gerhard Krug       |
| OB            |   | Jürgen Kurbjuhn    |
| OB            |   | Willi Giesemann    |
| OB            |   | Hubert Stapelfeldt |
| PO            |   | Peter Wulf         |
| PO            |   | Ernst Kreuz        |
| PO            |   | Dieter Seeler      |
| NA            |   | Fritz Boyens       |
| NA            |   | Uwe Seeler         |
| NA            |   | Gert Dörfel        |
| Trener:       |   |                    |
| Martin Wilke  |   |                    |

| Puchar Niemiec w piłce nożnej 1962–1963 Zwycięzcy |
| ------------------------------------------------- |
| Hamburger SV 1. Tytuł                             |